# Hemolys
Hemolys (av klassisk grekiska αἷμα haíma, "blod", och λύσις lýsis, "lossande") innebär att röda blodkroppar spricker, vilket kan bero på att det kan ha bildats iskristaller i dem eller att ett starkt osmotiskt tryck gör att alltför stora mängder vatten upptas och får cellerna att spricka. Det kan även inträffa vid vissa fall av förgiftning, till exempel vid intag av giftig svamp som stenmurkla (gyromytrin) och även vit respektive lömsk flugsvamp (phalloidin).
Även vissa sjukdomar och läkemedel kan få de röda blodkropparna i kroppen att brytas ner snabbare än normalt. Bland annat har en brist på glukos-6-fosfat, vilket är vanligt bland patienter som ingår i en riskgrupp för malaria, visat sig kunna orsaka hemolys när patienten har givits något av ett visst läkemedel mot malaria. Detta gäller i synnerhet primakin. Risken att drabbas av hemolys på detta sätt varierar utifrån flera olika faktorer såsom vilket läkemedel som används, hur läkemedlet doseras, patientens tillstånd och eventuella sjukdomstillstånd.